# تيجانا بوسكوفيتش
تيجانا بوسكوفيتش (مواليد 8 مارس 1997) هي لاعبة كرة طائرة صربية وتمثل منتخب صربيا، فازت بعدة بطولات مع منتخب بلادها أبرزها ذهبية بطولة العالم 2018 وفضية أولمبياد 2016.